# Бугрінська Роща
Бугрінська Роща (рос. Бугринская Роща) — селище у Ординському районі Новосибірської області Російської Федерації.
Входить до складу муніципального утворення Петровська сільрада. Населення становить 33 особи (2010).

## Історія
Згідно із законом від 2 червня 2004 року органом місцевого самоврядування є Петровська сільрада.

## Населення
| 2002 | 2007 | 2010 |
| ---- | ---- | ---- |
| 56   | ↘46  | ↘33  |